# Антон Каравелов
Вижте пояснителната страница за други личности с името Каравелов(а).
Антон Паисиев Каравелов е български архитект и преподавател в Софийския университет.

## Биография
Произхожда от възрожденския род на Любен Каравелов. Баща му е свещеник Паисий Каравелов, най-големият от четиримата братя Кирил, Трифон и Димитър. Семейството на Парашкева и Паисий Каравелов има 6 деца – 3 момчета и 3 момичета: Трифон, Атанас, Антон, Стефка, Бистра и Мария.
Началното си образование получава в гр. Сопот, а гимназия завършва с отличие в Карлово. През 1945 г. се премества да учи и живее в София при своя чичо инж. Кирил Каравелов. Умеейки да рисува още от детските си години, Каравелов се интересува от изкуство. След спечелен конкурс се записва да изучава архитектура и завършва с отличен успех Държавната политехника през 1949 г. Учи се от проф. арх. Димитър Цолов и проф. арх. Станчо Белковски.
След завършването на висшето си образование арх. Каравелов отслужва задължителната си военна служба като сапьор по западната граница на следвоенна България. Там е назначен за технически ръководител на строежи. След отбиването на военната му служба е поканен да остане като проектант в проектантския институт на Министерството на народната отбрана (МНО), известен като ПРОНО.
В проектантската организация ПРОНО, самостоятелно и в колектив, арх. Каравелов е изработил стотици проекти на обществени, културни, жилищни, спортни сгради и съоръжения, както и почивни станции за служителите на МНО и МВР.
В зората на своята проектантска дейност е проектирал стадиони в страната:
- „Христо Ботев“ е проектиран през 1958 – 1959 г., построен през 1959 – 1961 г. и открит на 14 май 1961 г. Първоначално е с 35 000 седящи места. Спортният комплекс включва лекоатлетическа писта, сектори, съблекални, плувен басейн, баскетболно и волейболно игрище, тенискорт и административна сграда за нуждите на Армейски спортен клуб „Ботев“ – днес ПФК Ботев (Пловдив).
- „Народна армия“ е проектиран през 1963 – 1964 г. при групов ръководител арх. Симеон Иванов и изграден през 1965 – 1967 г. Официалното откриване е на 5 май 1967 г. от генерал-полковник Здравко Георгиев, асистиран от Мария Гигова и Нешка Робева. Намира се в центъра на София, в Борисовата градина. Представлява спортен комплекс с тенис кортове, баскетболна зала, лекоатлетическа писта и футболно игрище[4].
- Каравелов е участвал в проектирането и на редица други стадиони, сред които в градовете: Варна, Казанлък, Силистра, Сливен и други.

Със създаването на специализирания държавен контролен орган в строителството към Министерския съвет през 1963 г. арх. Каравелов, като главен държавен инспектор, е начело на борбата с незаконното строителство в страната. За по-младата архитектурна колегия той е преди всичко автор на десетки книги, издадени самостоятелно и в колектив, статии, сборници, монографии и други в областта на проектирането, строителството и техния контрол.
Като архитект проектант работи в гр. Саида, Алжир от 1969 г. Там проектира, реализира и изпълнява авторски надзор на десетки училища, болници и жилищни сгради. Цялостно проектира градоустройствено и архитектурно новия град Хасасна – първия град за приютяване на номадите бедуини. През 4-те години на престоя си, освен че проектира, арх. Каравелов обучава алжирски техници, предавайки им опита си. Изпълнява технически контрол на строителни обекти на виетнамски, испански, италиански, френски, уругвайски и други архитекти. Голяма част от обектите са в пустинята Сахара – Айн Сефра, Айн Урка, Бешар и др.
Сред по-интересните му архитектурни проектни реализации са: киносалон в гр. Айн Сефра; училища, поликлиники, 150 жилища, обособени в самостоятелни сгради, 40 вили за функционери в префектурата на Сайда и парк в Балул.
Завръщайки се в България, става член на екипа на Главната инспекция за държавен технически контрол, чрез която Министерството на архитектурата и благоустройството осъществява държавен технически контрол по териториално и селищно устройство, по проектиране и строителство и по качество на строителните материали.
Отново заминава като проектант за гр. Алжир през 1976 г. Проектира и ръководи изграждането и въвеждането в експлоатация на: поликлиники, здравни центрове, училища, жилища и други.
От 1980 до 1986 г. продължава да работи в Главната инспекция за държавен технически контрол към Министерство на строителството и селищното устройство.
След пенсионирането си е консултант към Министерството на териториалното развитие и строителството от 1986 до 1997 г. В този период продължава да пише книги и да публикува, да проектира градоустройствени планове, жилищни и обществени сгради, както и да изработва проекти.
Арх. Антон Каравелов, като проектант, енциклопедист, писател, журналист и ерудиран преподавател, допринася много за систематизирането на правно-техническите въпроси в сферата на архитектурата и развитието на обществената архитектурна мисъл в България. Публикувал е също така много карикатури за вестник „Стършел“ и фейлетони под много псевдоними.